# Coracina welchmani
Coracina welchmani là một loài chim trong họ Campephagidae.
Nó là loài đặc hữu quần đảo Solomon, đặc biệt là đảo Santa Isabel. Trước đây nó từng được một số nhà điểu học coi là phân loài của Coracina caledonica.
Môi trường sống tự nhiên của nó là các khu rừng vùng đất thấp ẩm thấp hay rừng miền núi ẩm thấp nhiệt đới hoặc cận nhiệt đới.
Dù đôi khi được coi là đồng loài với C. caledonica, nhưng khác ở chỗ mống mắt của nó là màu vàng sẫm so với màu vàng nhạt của C. caledonica; phần màu đen trên đầu và họng của nó trải rộng hơn; bóng mượt tại các khu vực màu đen; kích thước nhỏ hơn; tiếng kêu khác biệt rõ ràng; và có lẽ cả môi trường sống khác biệt (chủ yếu sinh sống tại khu rừng miền núi so với chủ yếu sống trong rừng vùng đất thấp và trảng cỏ).
Tên tiếng Anh của nó là là North Melanesian Cuckooshrike (phường chèo Bắc Melanesia) sau khi được tách khỏi C. caledonica nghĩa rộng (tên khi đó là Melanesian Cuckooshrike (phường chèo Melanesia)). C. caledonica theo nghĩa hẹp hiện nay là South Melanesian Cuckooshrike (phường chèo Nam Melanesia).

## Phân loài
- C. w. bougainvillei (Mathews, 1928): Đảo Bougainville.
- C. w. kulambangrae Rothschild & Hartert, 1916: Quần đảo New Georgia (Kolombangara, New Georgia và Vangunu).
- C. w. welchmani (Tristram, 1892): Đảo Santa Isabel.
- C. w. amadonis Cain & Galbraith, 1955: Đảo Guadalcanal.

## Liên kết ngài
- Coracina welchmani trên hbw.com
- Coracina welchmani trên Aviabase